# 1028
Початок Високого Середньовіччя •  Епоха вікінгів •  Золота доба ісламу •  Реконкіста •  Київська Русь

## Геополітична ситуація
Візантію очолив Роман III Аргир. Конрад II є імператором Священної Римської імперії.
Королем Західного Франкського королівства є, принаймні формально, Роберт II Побожний.
Апеннінський півострів розділений між численними державами: північ належить Священній Римській імперії, середню частину займає Папська область, на південь від Римської області лежать невеликі незалежні герцогства, півдненна частина півострова належать Візантії. Південь Піренейського півострова займає Кордовський халіфат, охоплений міжусобицею. Північну частину півострова займають християнські королівство Леон (Астурія, Галісія), Наварра (Арагон, Кастилія), де править Санчо III Великий, та Барселона.
Канут Великий є королем Англії й Данії.
У Київській Русі княжить Ярослав Мудрий. У Польщі править Мешко II В'ялий. У Хорватії триває правління Крешиміра III. Королівство Угорщина очолює Стефан I.
Аббасидський халіфат очолює аль-Кадір, в Єгипті владу утримують Фатіміди, в Середній Азії — Караханіди, у Хорасані — Газневіди, які захопили частину Індії. У Китаї продовжується правління династії Сун. Значними державами Індії є Пала, Пратіхара, Чола. В Японії триває період Хей'ан.

## Події
- Король Польщі Мешко II пішов війною на Саксонію.
- Помер візантійський василевс Костянтин VIII. Перед смертю він одружив свою доньку Зою з Романом Аргиром, який став наступним імператором. Іншу дочку Костянтина Феодору відправлено до монастиря.
- Канут Великий завоював Норвегію. Олаф Святий утік до Новгорода.
- Генріха III короновано королем німців.
- Королем Леону став Бермудо III.
- Король Наварри Санчо III захопив Кастилію.
- Сельджуки захопили Мерв та Нішапур[1] (можливо це сталося 1037 року).